# Атурес
Муниципалитет Атурес (исп. Municipio Atures) — один из семи муниципалитетов, составляющих южный венесуэльский штат Амасонас. Административный центр — город Пуэрто-Аякучо.

## История
Город Пуэрто-Аякучо был основан в конце XIX века для облегчения транспортировки товаров мимо порогов Атур на реке Ориноко (в основном каучука).

## Демография
Согласно оценке населения Национального института статистики Венесуэлы за 2007 год, в муниципалитете Атурес проживает 91 386 человек (по сравнению с 74 066 человек в 2000 году). Это составляет 64,3 % населения штата. Плотность населения муниципалитета составляет 20,3 чел./км². Согласно переписи населения 2011 года в муниципалитете проживает 104 228 человек.

## Правительство
Мэр муниципалитета Атуре — Мирейя Лабрадор, избранная 31 октября 2004 г. 39 % голосов. Она заменила Анхеля Родригеса вскоре после выборов. Муниципалитет разделён на четыре округа; Фернандо Хирон Товар, Луис Альберто Гомес, Паруэнья и Платанильяль (до 18 декабря 1997 г. в муниципалитете Атуре был только один приход).